# Cabaços (Moimenta da Beira)
Cabaços es una freguesia portuguesa del concelho de Moimenta da Beira, con 11,83 km² de superficie y 395 habitantes (2001). Su densidad de población es de 33,4 hab/km².